# Szabadságot Oroszországnak légió
A Szabadságot Oroszországnak légió (oroszul: Легио́н «Свобо́да Росси́и», ukránul:  Легiон «Свобода Росiї») az orosz hadsereg egy századából alakult katonai egység (több mint 100 fő), akik önként átálltak az ukrán oldalra. A légió a fehér-kék-fehér zászlót használja Oroszország hivatalos fehér-kék-piros zászlaja helyett. 

## Történet
A századparancsnok szerint 2022. február 27-én az Ukrán Biztonsági Szolgálat (SZBU) segítségével csatlakoztak az ukrán félhez, hogy "megvédjék az ukránokat a valódi fasisztáktól". 
Felszólította honfitársait, az orosz hadsereg katonáit is, hogy csatlakozzanak, annak érdekében, hogy megmentsék saját népüket és az országot "a megaláztatástól és a pusztulástól".
A légió kinyilvánított célja az Ukrajna elleni orosz invázió visszaszorítása, és végül Vlagyimir Putyin rezsimjének leverése. 
A hírek szerint az Oroszországi Szabadság Légió az Ukrán Fegyveres Erőkkel együtt harcol a Donbászban a kelet-ukrajnai offenzíva idején. Az egység állítólag gyújtogatásokat és szabotázscselekményeket is szervez Oroszországon belül.
 Az egység az Ukrán Fegyveres Erők Területvédelmi Erőinek alárendeltségében működik.
2022. június 11-én vált ismertté, hogy Igor Volobujev, a Gazprombank volt alelnöke, aki az invázió kirobbanásakor elhagyta Oroszországot, csatlakozott a Légióhoz. 